# Seznam starostů Třeboně
Toto je seznam starostů města Třeboň (včetně jiných nejvyšších představitelů tohoto města v jiných historických obdobích, jako např. purkmistrové, předsedové MNV a MěNV).

## Seznam purkmistrů Třeboně
- Martin Thier (1779–1794), provazník
- Kašpar Hofbauer (1794–1805), obchodník s rybami, majitel domu v  Březanově ulici č. 8
- František Radl (1805–1823), poštmistr, majitel domu na náměstí č. 89
- Vilém Fiskali (1824–1860), kominík

## Seznam starostů Třeboně do roku 1919
- Antonín Hofbauer (1861–1866); pohřben na hřbitově u sv. Alžběty v Třeboni[2]
- Jan Fiedler (1866–1898), krupař, syn Leopolda Fiedlera, mlynáře z Příkopského mlýna, majitel domu na náměstí č. 90; pohřben na hřbitově u sv. Alžběty v Třeboni[2]
- Vojtěch Máca (1898–1902)
- Josef Buzek (1902–1910)
- Josef Baar (1910–1916) (staročeši), pohřben na hřbitově u sv. Alžběty v Třeboni[2]
- Václav Körner (1916–1919)

## Seznam starostů Třeboně v letech 1919–1945
- Karel Gäntner (1919–1923)
- Josef Večerník (1923–1927)
- Rudolf Tichý (2. listopadu 1927 –  27. prosince 1927), pohřben na hřbitově u sv. Alžběty v Třeboni[2]
- Karel Bičan (28. prosince 1927 – 28. srpna 1938) (ČSNS), pohřben na hřbitově u sv. Alžběty v Třeboni[2]
- František Adam (1938–1940)
- Josef Stanka (1940–1945), dosazený vládní komisař

## Seznam předsedů MěNV Třeboně v letech 1945–1990
- Jan Rákosník (5. května 1945 – 2. července 1945), předseda Revolučního národního výboru
- Václav Jiráček (2. července 1945 – 26. května 1946)
- František Mach (1946–1947) (KSČ)
- Jan Rákosník (1947–1950) (KSČ)
- František Cvrček (1950–1951) (KSČ)
- František Dušák (1952–1952) (KSČ)
- Jan Kopřiva (1952–1954) (KSČ)
- Bohuslav Beneš (1954–1957) (KSČ)
- František Kuchyňka (1957–1960) (KSČ)
- Josef Černý (1960–1976) (KSČ), pohřben na hřbitově u sv. Alžběty v Třeboni[2]
- Zdeněk Werner (1976–1986) (KSČ)
- Miroslav Plucar (1986–1990) (KSČ)

## Seznam starostů Třeboně po roce 1990
- Libuše Kotilová (1990–1994)
- Jiří Houdek (1994–2006) (KDU-ČSL)
- Jan Váňa (2006–2010) (ODS)
- Jiří Houdek (2010–1/2014) (KDU-ČSL)
- Terezie Jenisová (2/2014–2018) (KDU-ČSL)
- Jan Váňa (2018–) (ODS)